# Saint-Ouen-des-Champs
Pour les articles homonymes, voir Saint-Ouen.
Saint-Ouen-des-Champs est une ancienne commune française située dans le département de l'Eure, en région Normandie. Depuis le 1er janvier 2019, elle est une commune déléguée du Perrey.

## Géographie

### Localisation
Saint-Ouen-des-Champs est un village rural normand du Roumois, en rive gauche de la Seine.
Il est situé à 5 km à vol d'oiseau au nord-est de Pont-Audemer, 22 km à l'est de Honfleur, 11 km au sud-est du Pont de Tancarville qui donne accès au Havre et 41 km à l'ouest de Rouen.

### Communes limitrophes
Les communes limitrophes sont .
| Bouquelon                  |                       | Sainte-Opportune-la-Mare |
| Bouquelon                  | Saint-Ouen-des-Champs | Saint-Thurien            |
| Saint-Mards-de-Blacarville | Manneville-sur-Risle  | Fourmetot                |

### Géologie et relief
La superficie de la commune est de 6,11 km2 ; son altitude varie de 2  à   134 mètres. 

### Hydrographie
Le nord du territoire de Saint-Ouen-des-Champs se trouve dans le Marais-Vernier, une importante zone humide.

### Milieux naturels et biodiversité
Saint-Ouen-des-Champs se trouve dans le périmètre du parc naturel régional des Boucles de la Seine normande.

## Urbanisme

### Lieux-dits, hameaux et écarts
Saint-Ouen-des-Champs comprend un hameau, Heudequin.

### Voies de communication et transports
Saint-Ouen-des-Champs est traversé par l'autoroute A13 et est desservi par l'ancienne route nationale 810, qui lui donne un accès aisé au Pont de Tancarville et à Pont-Audemer.
La véloroute 33 La Seine à vélo traverse Saint-Ouen-des-Champs, en limite du Marais-Vernier, ainsi que le sentier de grande randonnée GR 23.

## Toponymie
Le nom de la localité est attesté sous la forme Sanctus Audoenus de Campis (p. d’Eudes Rigaud et de Raoul Roussel) en 1240, Saint Ouin des Champs en 1631 (Tassin, Plans et profilz), Saint Ouen aux Champs en 1738 (Saas).
Saint-Ouen est un hagiotoponyme, l'église est dédiée à Saint Ouen.
Le terme champs est à entendre au sens de plaine cultivée.

## Histoire

### Moyen Âge
Saint-Ouen-des-Champs faisait partie du fief de Roys qui appartient au XIIe siècle à Gislebert Harenc, puis passe à Henri de Pont-Audemer qui le donne à l'abbaye de Préaux.[réf. nécessaire]

### Époque contemporaine
Les conseils municipaux de Fourmetot, Saint-Thurien et Saint Ouen-des-Champs demandent en novembre 2018 la fusion de leurs communes pour former une commune nouvelle, ce qui est acté par l'arrêté préfectoral du 21 décembre 2018 qui crée en conséquence au 1er janvier 2019 la commune nouvelle du Perrey. Depuis lors, les anciennes communes en sont devenues des communes déléguées.

## Politique et administration

### Rattachements administratifs et électoraux

#### Rattachements administratifs
Saint-Ouen-des-Champs depuis 1926 dans l'arrondissement de Bernay du département de l'Eure.  
Elle faisait partie depuis 1793 du canton de Quillebeuf-sur-Seine. Dans le cadre du redécoupage cantonal de 2014 en France, cette circonscription administrative territoriale a disparu, et le canton n'est plus qu'une circonscription électorale.
Depuis la fusion de 2019, Saint-Ouen-des-Champs n'est plus une collectivité territoriale, mais une commune déléguée du Perrey..

#### Rattachements électoraux
Pour les élections départementales, les électeurs de Saint-Ouen-des-Champs relevaient depuis 2014 jusqu'à la fusion au sein de Le Perray, du canton de Bourg-Achard .
Pour l'élection des députés, ils votent au sein de la troisième circonscription de l'Eure.

### Intercommunalité
Saint-Ouen-des-Champs était membre de la petite communauté de communes de Quillebeuf-sur-Seine, un établissement public de coopération intercommunale (EPCI) à fiscalité propre créé fin 1995 et auquel la commune avait transféré un certain nombre de ses compétences, dans les conditions déterminées par le code général des collectivités territoriales.
Dans le cadre des dispositions de la loi portant nouvelle organisation territoriale de la République du 7 août 2015, qui prévoit que les établissements publics de coopération intercommunale (EPCI) à fiscalité propre doivent avoir un minimum de 15 000 habitants, cette intercommunalité a fusionné avec ses voisines pour former, le 1er janvier 2017, la communauté de communes Roumois Seine.
Depuis la fusion de 2019, Saint-Ouen-des-Champs y est représentée par l'intermédiaire des élus du Perrey.

### Liste des maires
| Période                                  | Période       | Identité       | Étiquette | Qualité                                     |
| ---------------------------------------- | ------------- | -------------- | --------- | ------------------------------------------- |
| Les données manquantes sont à compléter. |               |                |           |                                             |
|                                          |               |                |           |                                             |
| mars 2001                                | 2008          | Jean Losson    |           |                                             |
| mars 2008                                | décembre 2018 | Philippe Marie | UDI       | Cuisinier au centre hospitalier de la Risle |

| Période      | Période   | Identité       | Étiquette | Qualité                                                                  |
| ------------ | --------- | -------------- | --------- | ------------------------------------------------------------------------ |
| janvier 2019 | 2020      | Philippe Marie |           | Cuisinier au centre hospitalier de la Risle Maire de Le Perrey (2020 → ) |
| 2020         | juin 2025 | Henri Désanaux |           | Ancien commercial chez Davigel (Fécamp) Mort en fonction                 |

## Équipements et services publics

### Enseignement
L'école des Trois Cornets  se trouve à Saint-Ouen-des-Champs.

## Population et société

### Démographie
L'évolution du nombre d'habitants est connue à travers les recensements de la population effectués dans la commune depuis 1793. Pour les communes de moins de 10 000 habitants, une enquête de recensement portant sur toute la population est réalisée tous les cinq ans, les populations de référence des années intermédiaires étant quant à elles estimées par interpolation ou extrapolation. Pour la commune, le premier recensement exhaustif entrant dans le cadre du nouveau dispositif a été réalisé en 2004.

En 2016, la commune comptait 314 habitants, en évolution de +7,17 % par rapport à 2010 (Eure : −0,25 %, France hors Mayotte : +2,11 %).
| 1793 | 1800 | 1806 | 1821 | 1831 | 1836 | 1841 | 1846 | 1851 |
| ---- | ---- | ---- | ---- | ---- | ---- | ---- | ---- | ---- |
| 335  | 306  | 302  | 300  | 293  | 299  | 299  | 307  | 280  |

| 1856 | 1861 | 1866 | 1872 | 1876 | 1881 | 1886 | 1891 | 1896 |
| ---- | ---- | ---- | ---- | ---- | ---- | ---- | ---- | ---- |
| 290  | 256  | 231  | 252  | 249  | 223  | 201  | 234  | 216  |

| 1901 | 1906 | 1911 | 1921 | 1926 | 1931 | 1936 | 1946 | 1954 |
| ---- | ---- | ---- | ---- | ---- | ---- | ---- | ---- | ---- |
| 211  | 196  | 196  | 208  | 198  | 172  | 179  | 214  | 205  |

| 1962 | 1968 | 1975 | 1982 | 1990 | 1999 | 2004 | 2006 | 2009 |
| ---- | ---- | ---- | ---- | ---- | ---- | ---- | ---- | ---- |
| 164  | 179  | 200  | 181  | 296  | 298  | 304  | 324  | 296  |

| 2014 | 2016 | - | - | - | - | - | - | - |
| ---- | ---- | - | - | - | - | - | - | - |
| 317  | 314  | - | - | - | - | - | - | - |

## Culture locale et patrimoine

### Lieux et monuments

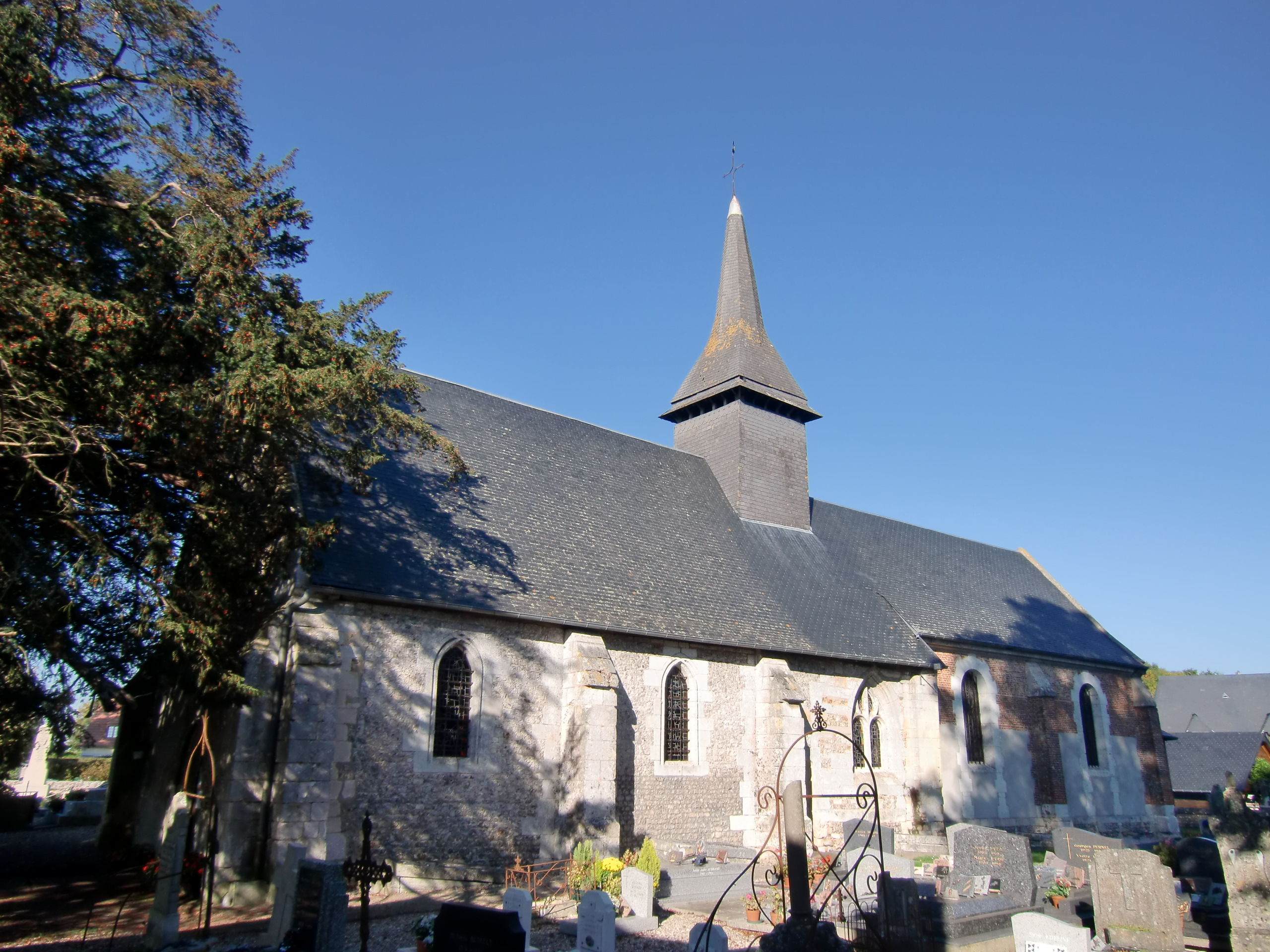
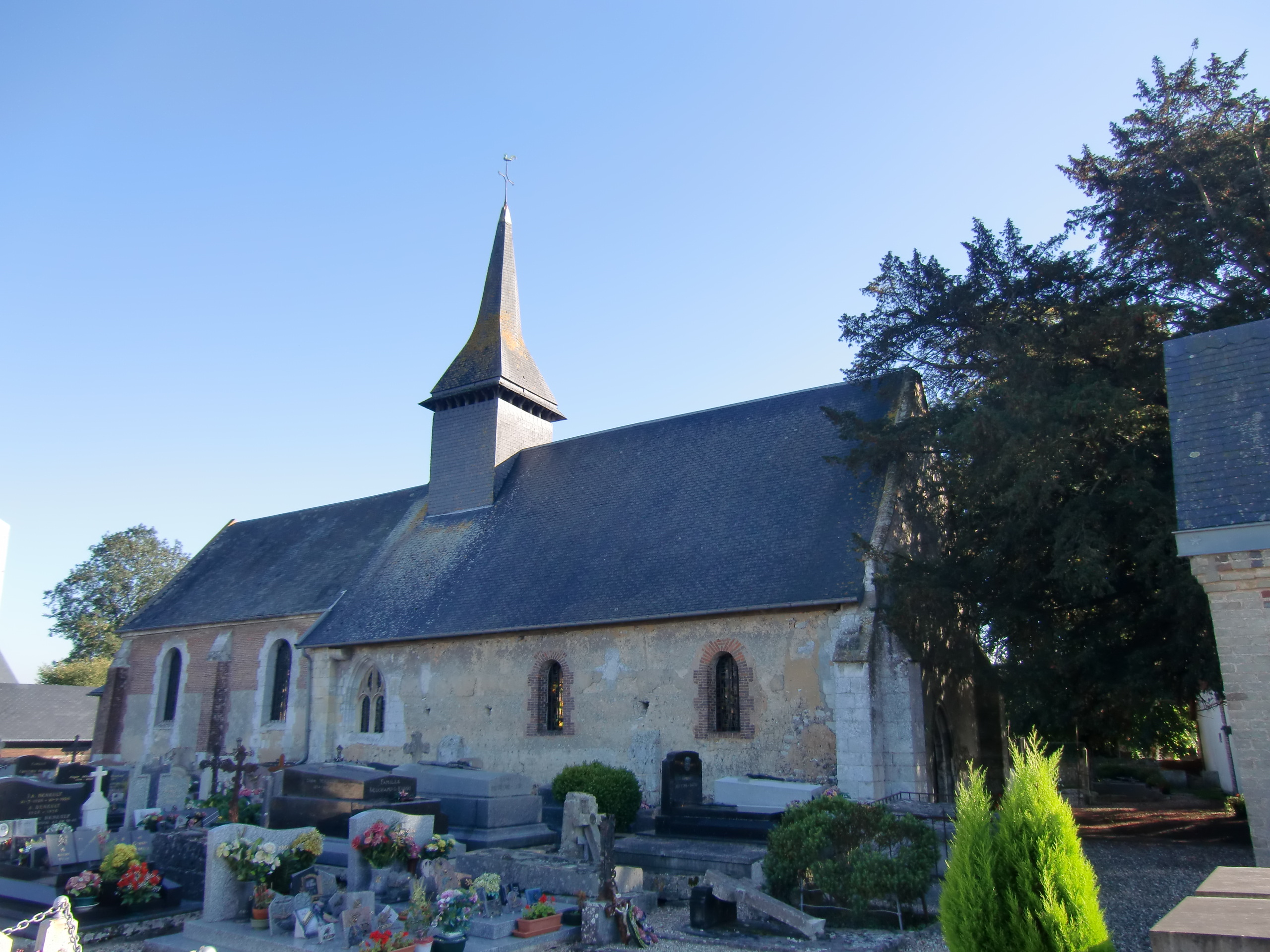

- Église Saint-Ouen[14],[15]
- Manoir du XIIe siècle au lieu-dit Le Vivier[16]
- Manoir des Rois du XIIIe siècle[17]

#### Site inscrit
- L'if du cimetière  Site inscrit (1934)[18].

## Pour approfondir